# Bauhaus (Baumarkt)
Die Bauhaus AG (Eigenschreibweise BAUHAUS) ist ein Handelsunternehmen der Baumarktbranche mit Sitz im schweizerischen Belp. Das 1960 in Mannheim gegründete Unternehmen betreibt rund 290 Baumärkte in Europa, rund die Hälfte davon in Deutschland.

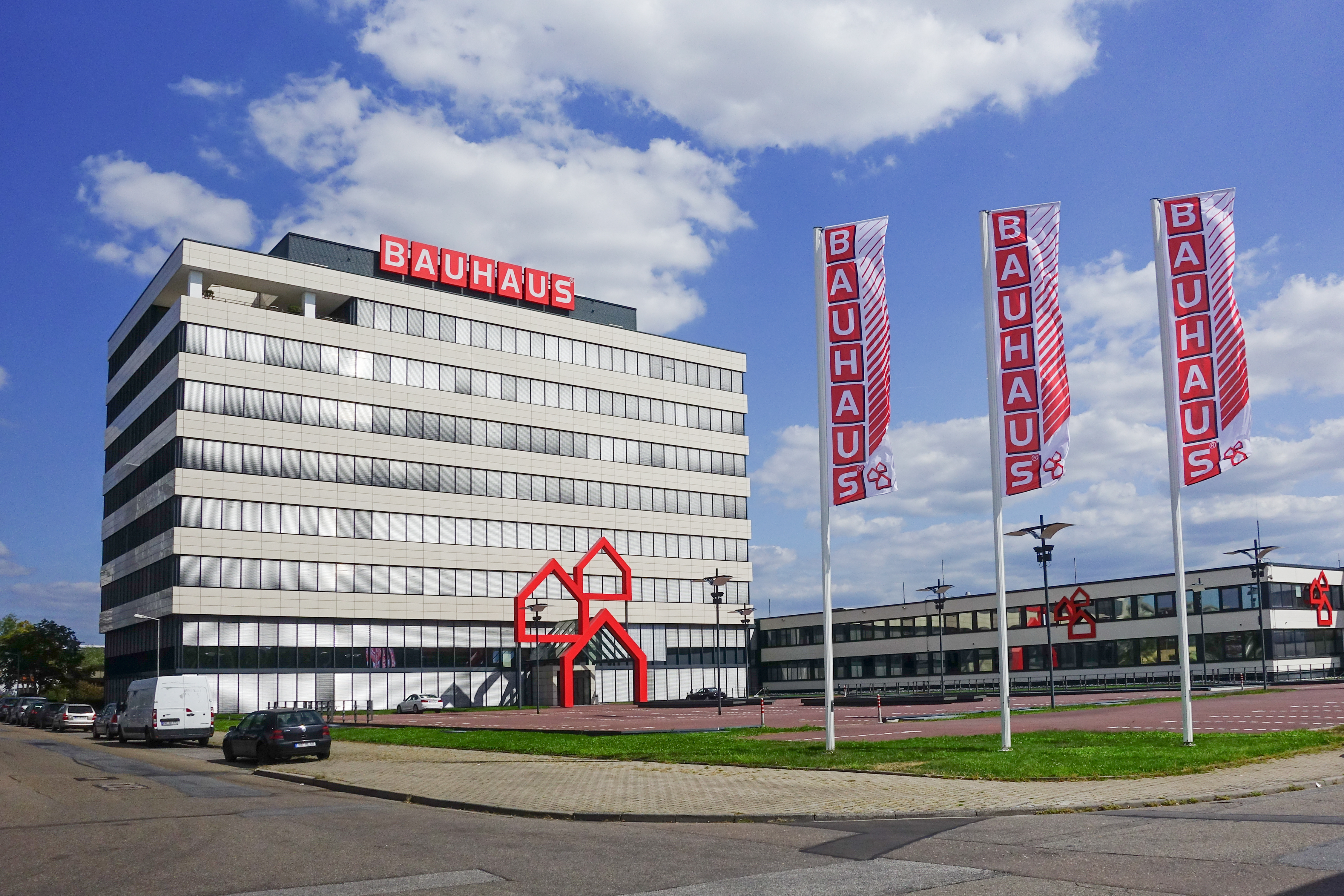
Bauhaus-Deutschland-Zentrale in Mannheim

## Geschichte

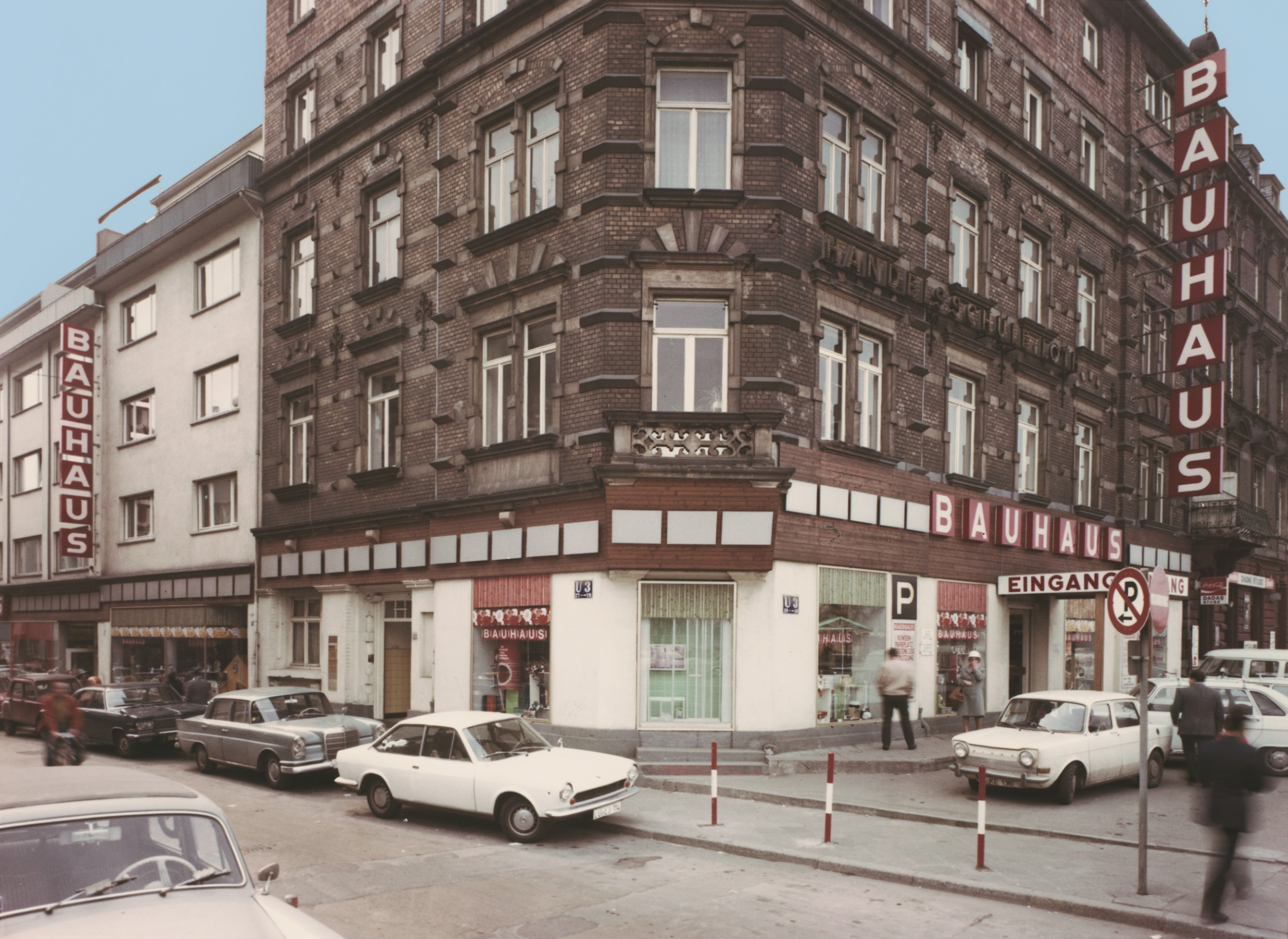
Erstes Bauhaus-Ladengeschäft in Mannheim, U3, Ende der 1960er Jahre

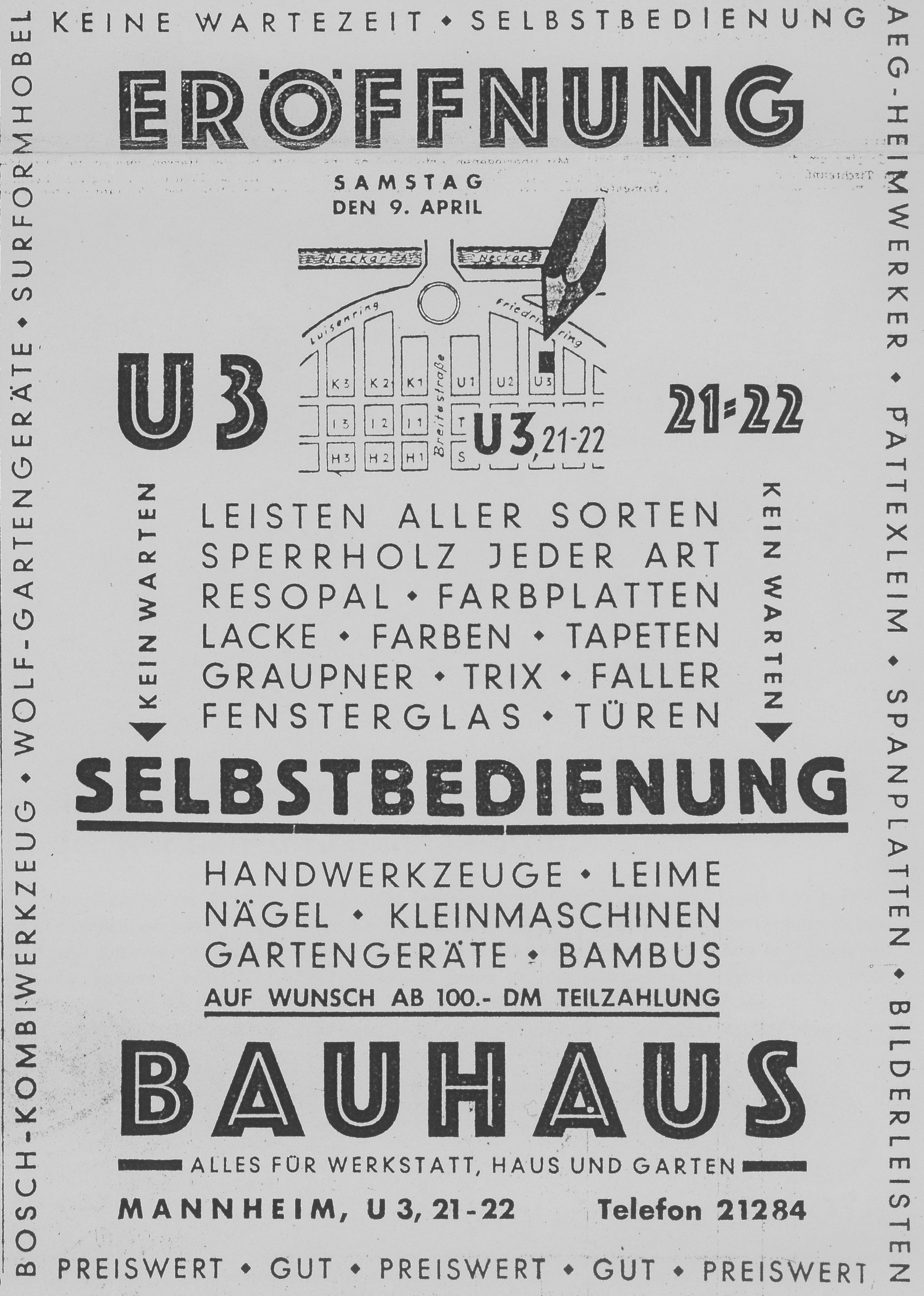
Handzettel zur Eröffnung des ersten Bauhaus-Ladengeschäfts in Mannheim, 1960

Das Unternehmen wurde 1960 von Heinz Georg Baus in Mannheim gegründet. Die Idee für ein Selbstbedienungsgeschäft für Heimwerkerbedarf hatte sich der Sohn eines Schreiners in den USA abgeschaut.
Das erste Fachhandelsgeschäft mit einer Verkaufsfläche von 250 m² eröffnete er am 9. April 1960 im Mannheimer Quadrat U3. Es gilt heute als der erste Baumarkt in Deutschland. Das Geschäft verfügte über sechs Abteilungen mit einem Sortiment von rund 2.500 Produkten, darunter Eisenwaren, Baubeschläge, Werkzeuge, Maschinen, Baugrundstoffe und Holzplatten. Außerdem bot Bauhaus schon damals Holzzuschnitt, einen Lieferservice und einen Kundenparkplatz.
Auf Mannheim folgten Filialen in Heidelberg und Karlsruhe sowie 1967 in West-Berlin. Ende der 1960er-Jahre betrieb Bauhaus zehn Standorte, bis zum Ende der 1970er-Jahre stieg die Zahl auf etwa 30. In den 1980er- und 1990er-Jahren entstanden in Deutschland weitere 60 Bauhaus-Niederlassungen.
Die erste Auslandsfiliale eröffnete 1972 in Linz. Im dänischen Kolding folgte 1988 die erste Niederlassung in einem skandinavischen Land. Im gleichen Jahr eröffnete in Aachen das 100. Bauhaus. Die beiden Markteintritte in Österreich und Dänemark ebneten den Weg für die spätere Expansion nach Nord- und Südosteuropa.
Anfang 2000 führte Bauhaus Kooperationsgespräche mit der US-amerikanischen Baumarktkette The Home Depot, die jedoch ergebnislos beendet wurden.
Ende November 2013 wurde bekanntgegeben, dass Bauhaus 24 Max-Bahr-Filialen mit rund 1300 Mitarbeitern übernehmen wolle.
2014 wurde der Sitz von Zug nach Belp verlegt. 2024 wurde dort die neue Konzernzentrale mit 65 Mitarbeitern eröffnet.
Über die Jahre wurden die Niederlassungen immer größer und die Standorte verlagerten sich an den Stadtrand. Mitte der 1980er Jahre lag die Verkaufsfläche neuer Filialen bei 5'000 m².  1993 eröffnete Bauhaus die erste Niederlassung mit über 10'000 m². Mit über 30'000 m² ist die Bauhaus-Filiale in Frechen bei Köln seit April 2010 der größte Baumarkt Europas (Stand 2025). Zuvor trug diesen Titel das Bauhaus in Düsseldorf-Gerresheim mit einer Verkaufsfläche von 28'000 m².
Am 30. März 2020 wurde bekannt, dass Bauhaus die Bonner Freizeitmärkte der Knauber KG übernimmt. Die Übernahme fand am 1. Juli 2020 statt.
Seit 2020 ist Bauhaus Mitglied im Branchenverband Deutscher Heimwerker-, Bau- und Gartenfachmärkte (BHB).

### Name Bauhaus
Für die Herkunft des Namens Bauhaus gibt es unterschiedliche Erklärungen. Die Firmenchronik 65 Jahre BAUHAUS kommt zu dem Schluss, dass sich der Name auf die Bezeichnung „Bau- und Hausbedarf“ bezieht, die bereits bei Gründung zur Firmierung gehörte („BAUHAUS Gesellschaft für Bau- und Hausbedarf mbH“). In Medienberichten wurde zuvor vermutet, dass sich der Name von „Baus Haus“ ableitet, in Anlehnung an den Gründer Heinz Georg Baus.
Mit der 1919 in Weimar gegründeten Kunstschule Bauhaus steht der Name in keiner Verbindung. 1971 versuchte das Bauhaus-Archiv vergeblich, dem Unternehmen die Nutzung des Namens zu untersagen. Die Richter bestätigten, dass die 1960 angemeldete Marke des Unternehmens Priorität habe.
Auch der zeitweilig geführte Namenszusatz „The Home Store“ war Gegenstand von juristischen Auseinandersetzungen. 2007 hob der Bundesgerichtshof eine Entscheidung des Hanseatischen Oberlandesgerichts auf, die Bauhaus die Benutzung einer Marke mit dem Zusatz „The Home Store“ untersagt hatte.

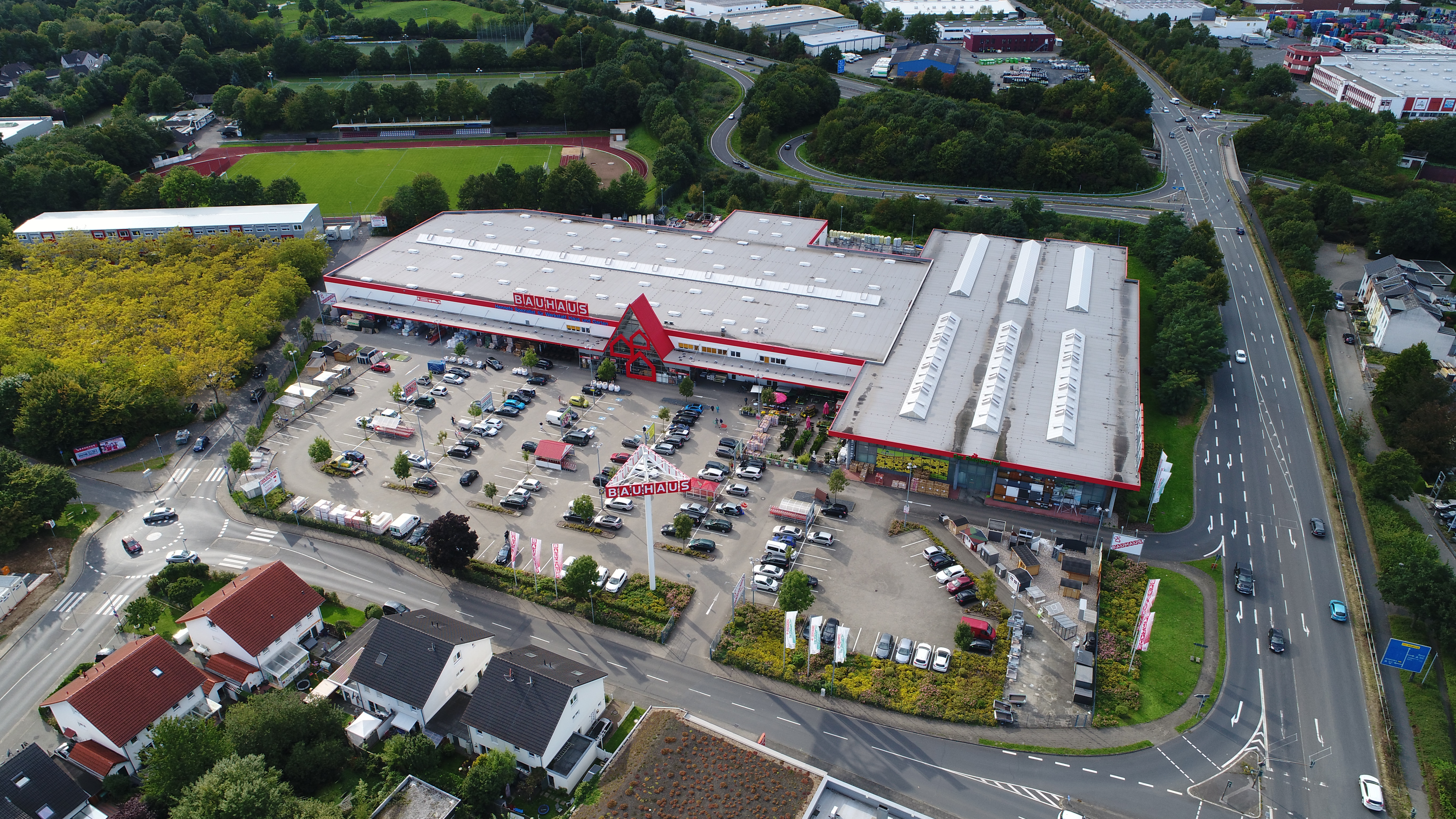
Bauhausmarkt in Hennef aus der Vogelperspektive (2017)

## Unternehmen
Bauhaus betreibt mehr als 290 Baumärkte in 19 europäischen Ländern. Die meisten sogenannten Fachcentren befinden sich in Deutschland (161), gefolgt von Schweden (25), Österreich (21), Dänemark (19) und Spanien (12).
Die Europazentrale der Unternehmensgruppe befindet sich in Belp im Schweizer Kanton Bern. Dort sitzt neben der Bauhaus AG auch die Holding Interbauhaus AG, beides nicht börsennotierte Aktiengesellschaften nach Schweizer Recht. Darunter gliedert sich Bauhaus in zahlreiche dezentrale Service- und Regionalgesellschaften. Die Deutschland-Zentrale (Bauhaus Service Center Deutschland) hat ihren Sitz in Mannheim. 
Im Gegensatz zu einigen anderen Baumarktketten (insbesondere Obi) werden Bauhaus-Niederlassungen nicht im Franchisesystem geführt, sondern über Regionalgesellschaften.

### Besitzverhältnisse
Bauhaus ist heute eine (nicht börsennotierte) Aktiengesellschaft. Haupteigentümer der Handelskette war bis zu seinem Tod 2016 der deutsche Milliardär Heinz G. Baus. Bereits in den 1970er-Jahren zog Baus’ Familie von Mannheim an den Thunersee; der Konzern wird mittlerweile vom Schweizer Kanton Bern aus geleitet. Baus war auch Gründer und Betreiber des Badezimmerausstatters Duscholux mit um die 3000 Mitarbeitern.

### Mitarbeiter
Europaweit beschäftigte Bauhaus im Jahr 2013 17'000 Mitarbeiter, bis 2018 verdoppelte sich deren Zahl auf über 34'500. Bauhaus gehört keinem Arbeitgeberverband an. Von den über 150 Bauhaus-Niederlassungen in Deutschland haben einige einen Betriebsrat.

### Verkaufskonzept

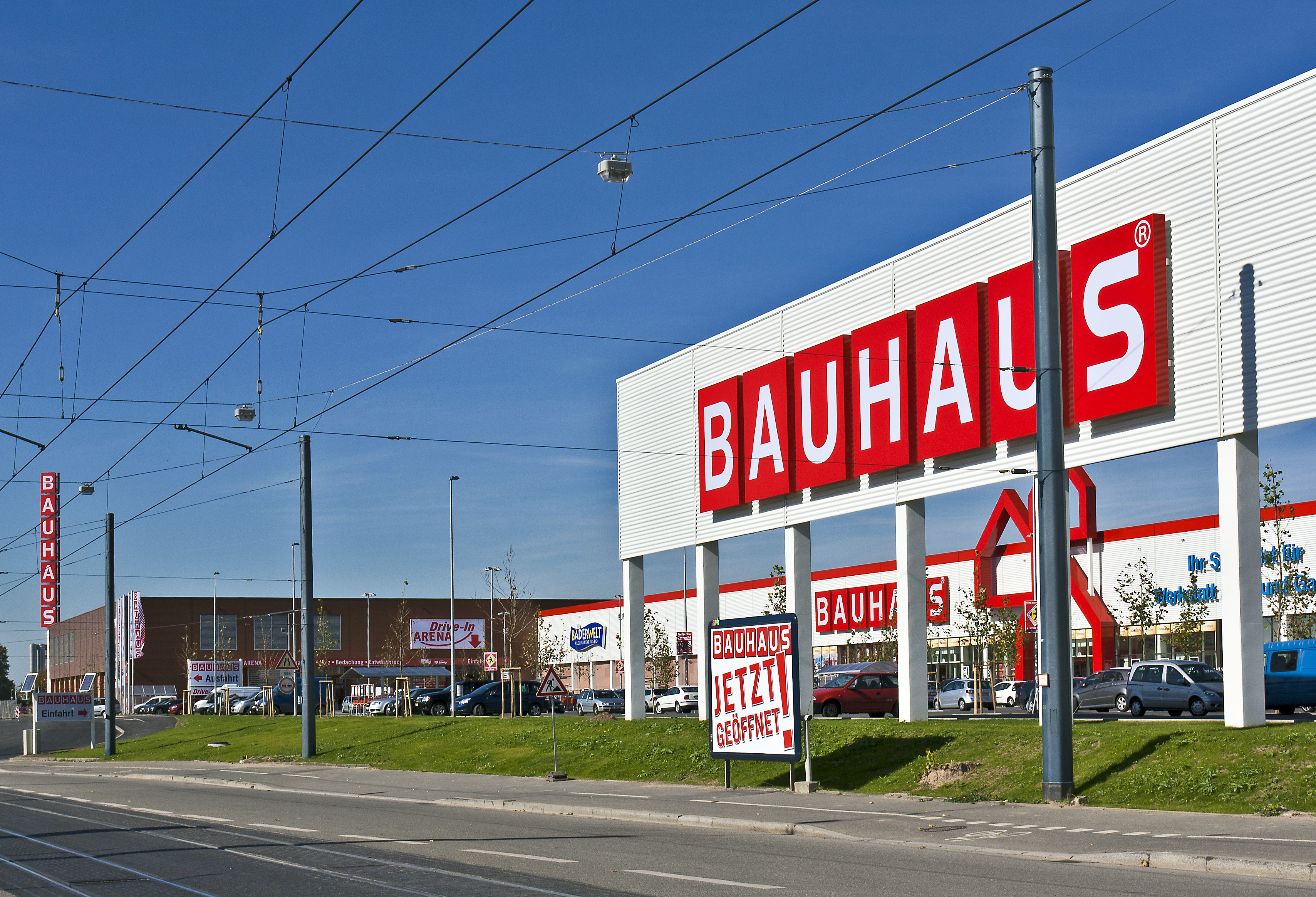
Moderne Filiale mit Drive-In-Arena (in Heidelberg)

Das Sortiment der Bauhaus-Niederlassungen gliedert sich in mehrere Abteilungen, sogenannte Fachgeschäfte, und konzentriert sich ausschliesslich auf Produkte, die den Bereichen Werkstatt, Haus und Garten zugeordnet werden können. Es gibt verschiedene Abteilungen in den Bereichen Ambiente (Gardinen, Innendeko, Sonnenschutz, Tapeten, Teppiche), Bauelemente, Baustoffe, Eisenwaren, Elektro / Elektroinstallation, Farben, Fliesen, Holz (inkl. Parkett, Laminat, Paneele), Leuchten, Sanitär / Sanitärinstallation / Badzubehör / Heizung, Gartenhartware / Pflanzen („Stadtgarten“), Werkzeuge / Maschinen und Zuschnitt.
Ergänzend zum normalen Abteilungskonzept gibt es spezielle Fachkonzepte. Diese bieten im Vergleich zu den Abteilungen ein erweitertes Sortiment und treten meist unter einem eigenen Namen auf. Bestandteil vieler Niederlassungen/Filialen sind Gartencenter, genannt „Der Stadtgarten“. Zunehmend werden, ähnlich wie beim Mitbewerber Hornbach, sogenannte „DRIVE-IN Arenen“ für Baustoffe und Baumaterialien eingerichtet, die es an über 50 Standorten gibt (Stand Januar 2015). Ein weiteres Konzept ist die unter dem Eigennamen geführte „Bäderwelt“, die als Shop-in-Shop-System Produkte und deren Installation anbietet. Sie wird mittlerweile an über 50 Standorten angeboten (Stand Januar 2015). In über 40 Niederlassungen (Stand Januar 2015) gibt es sogenannte „Nautic“-Abteilungen mit einem Sortiment an Booten und Zubehör für den Wassersport. In sieben Bauhaus-Niederlassungen gibt es eine sogenannte „Fliesen Arena“; eine Abteilung, die vorrangig Fliesen, Natursteinplatten und Fensterbänke anbietet (Stand: Januar 2015).
In fast allen Filialen gibt es ausserdem einen Leihservice, der vor allem Grossgeräte und Maschinen anbietet, die zum einen sehr teuer in der Anschaffung sind und zum anderen nur selten im Privatbereich gebraucht werden.
Für Gewerbetreibende gibt es eine Plus Card, bei der ab einem Umsatz von 5000 Euro pro Jahr 10 % Rückvergütung gewährt werden. Im Frühjahr 2014 hat Bauhaus seinen stationären Handel um einen Online-Shop ergänzt.

### Ladengestaltung

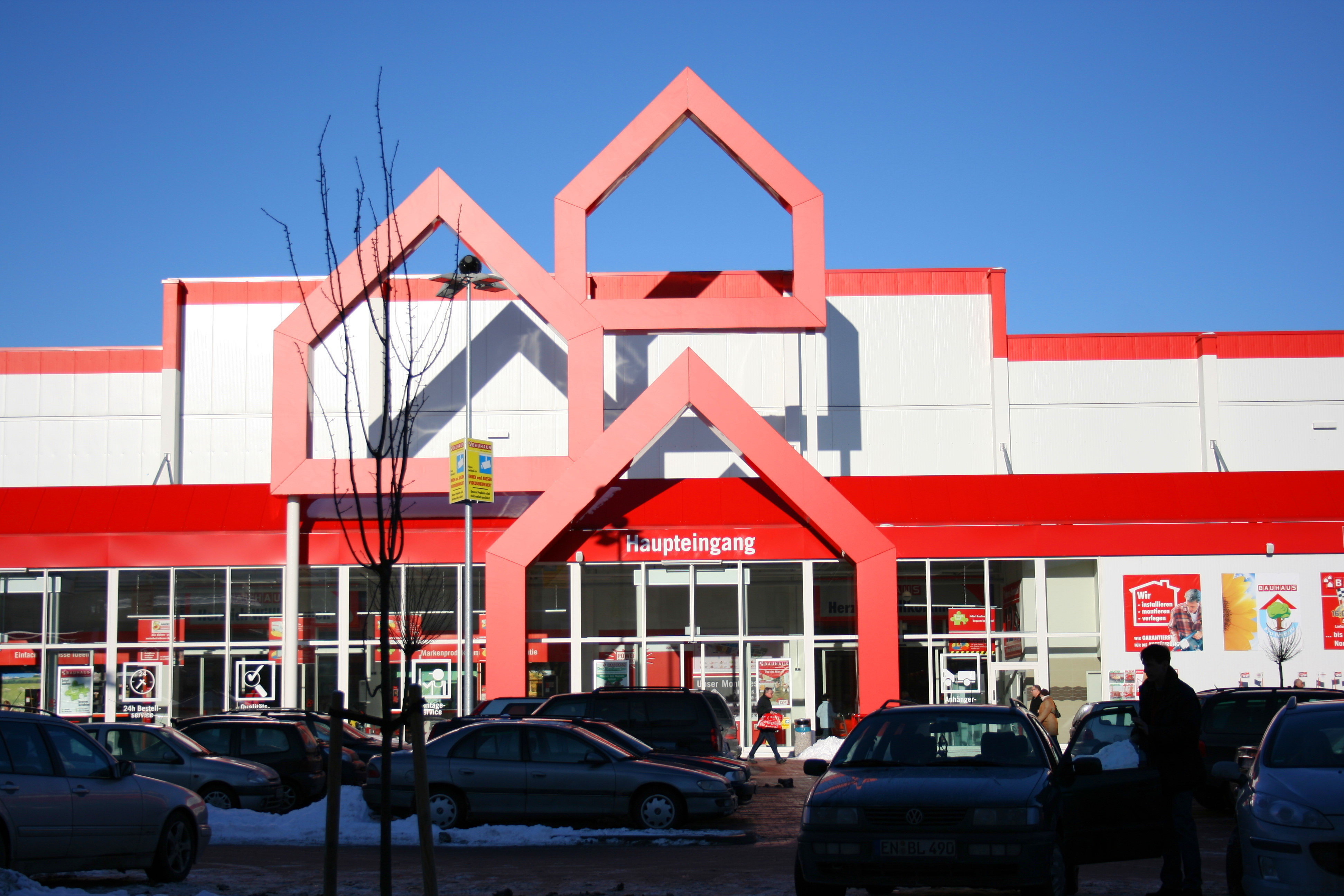
Bauhaus-Logo am Eingang in Wuppertal

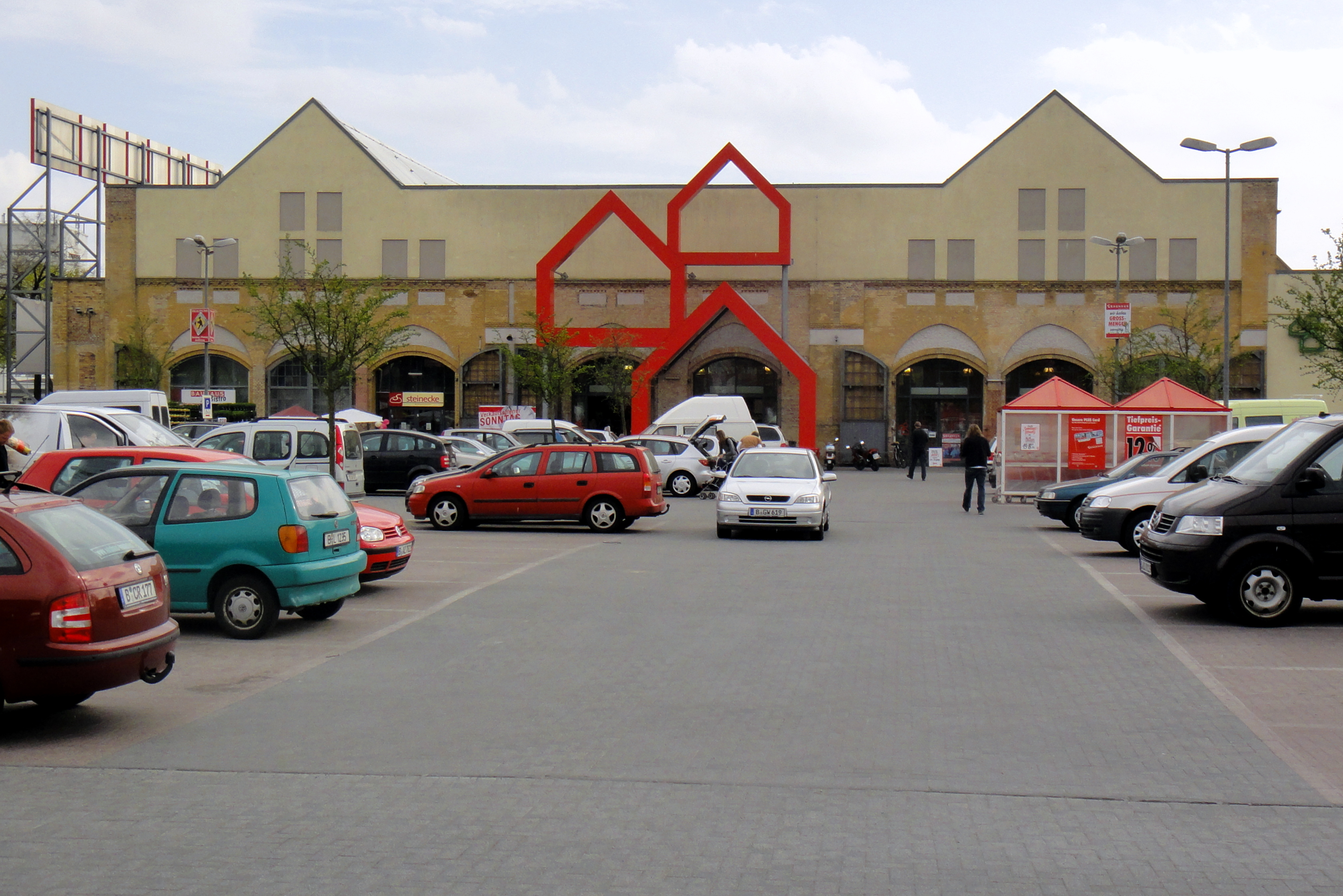
Bauhaus im ehemaligen Eisenbahnausbesserungswerk Tempelhof

Wahrzeichen der Fassadengestaltung sind seit den frühen 1980er-Jahren drei miteinander verbundene Häuschen. Sie sind das offizielle Bauhaus-Logo (das sogenannte „Konglomerat“, aus dem Latein, bedeutet etwa „zusammengeballt“) und bilden vielerorts das Eingangsportal der Niederlassungen. Die derzeit durchschnittliche Verkaufsfläche der neueröffneten Niederlassungen beläuft sich auf 20'000 Quadratmeter mit einer meist lang gestreckten Fassadenform. Ein breiter Mittelgang teilt die Verkaufsfläche und entlang dieser Achse sind sämtliche Abteilungen angeordnet.
In einigen Städten sind die Baumärkte in historischen Eisenbahn-Werkstatthallen angesiedelt, so in Berlin in einem früheren Gebäude des Reichsbahnausbesserungswerks Berlin-Tempelhof, in Hamburg im ehemaligen Ausbesserungswerk Hamburg-Harburg oder in München im Ausbesserungswerk München-Freimann.

## Sponsoring
Bauhaus unterstützt verschiedene Hallensportclubs sowie einzelne Sportveranstaltungen, so war die Baumarktkette beispielsweise in der Saison 2011/2012 in der 2. Fußball-Bundesliga Hauptsponsor von Fortuna Düsseldorf und 2020 Sponsor der Handball-Europameisterschaft der Männer.

## Kritik
- Betriebsratverseucht wurde 2009 zum Unwort des Jahres in Deutschland gekürt.[20] Bekannt wurde der Begriff durch seine Verwendung in der ARD-Sendung Monitor.[31] Nach Angaben eines Mitarbeiters der Baumarktkette wurde er von Abteilungsleitern der Baumarktkette gebraucht, wenn Mitarbeiter aus einer der drei Filialen mit einem Betriebsrat in eine ohne wechseln wollten.[32]
- Das Steuermodell von Bauhaus ist wegen des komplizierten Geflechts aus Holdings, Zwischenholdings und Servicegesellschaften in der Schweiz, Luxemburg und in der Karibik umstritten. Im Jahr 2021 nahmen Steuerfahnder das undurchsichtige Firmengeflecht ins Visier, da im Rahmen einer steuerlichen Betriebsprüfung der Vorwurf der Verkürzung von Unternehmenssteuern für die Jahre 2007 bis 2018 erhoben wurde.[33][34]